# Alfred Kälin
Alfred «Fredel» Kälin (* 16. Januar 1949) ist ein ehemaliger Schweizer Skilangläufer und Nordischer Kombinierer. Er startete zu seiner aktiven Zeit für den SC Einsiedeln und nahm 1972 und 1976 für die Schweiz an den Olympischen Winterspielen teil. Mit der Staffel gewann er 1972 die Bronzemedaille.

## Karriere

### Skilanglauf
Er qualifizierte sich für die Olympischen Winterspiele 1972 in Sapporo und wurde vom Schweizerischen Olympischen Comité für die Winterspiele nominiert. Er wurde im Einzelwettbewerb über die 30 Kilometer und in der Staffel eingesetzt. Während er im Einzelrennen den 17. Platz belegte, bildete er gemeinsam mit Albert Giger, Alois Kälin und Edi Hauser die Schweizer Staffel. Vollkommen überraschend konnte sich die Schweizer Staffel hinter den Staffeln der Sowjetunion und aus Norwegen die Bronzemedaille sichern.
Für die Schweiz nahm er an den Nordischen Skiweltmeisterschaften 1974 in Falun teil. Dort bildete er gemeinsam mit Albert Giger, Edi Hauser und Werner Geeser die Schweizer Staffel. Das Staffelrennen beendete das Quartett auf dem sechsten Rang. Im Jahr 1974 konnte er zum ersten und einzigen Mal die grösste Skilanglaufveranstaltung der Schweiz, den Engadin Skimarathon, gewinnen.
Im Jahr 1976 qualifizierte er sich für seine zweiten Olympischen Winterspiele und wurde vom Schweizerischen Olympischen Comité für die Olympischen Winterspiele 1976 in Innsbruck nominiert. Er durfte dort in den Einzelrennen über die 15 und 30 Kilometer sowie im Staffelrennen an den Start gehen. Das 15-Kilometer-Rennen beendete er auf dem 27. Platz und das 30-Kilometer-Rennen auf dem 29. Platz. Gemeinsam mit Franz Renggli, Edi Hauser und Heinz Gähler bildete er die Schweizer Staffel, welche den fünften Platz belegte.

### Nordische Kombination
In nationalen Wettbewerben ging er auch als Nordischer Kombinierer an den Start. In den Jahren 1969 und 1970 konnte er zweimal Schweizer Meister in der Nordischen Kombination werden.